# 威爾西 (堪薩斯州)
威爾西（英語：Wilsey）是一個位於美國堪薩斯州摩里斯縣的城市。

## 地方資料
根據2020年美國人口普查的數據，威爾西的面積為0.70平方千米，當中陸地面積為0.70平方千米，而水域面積為0.00平方千米。當地共有人口139人，而人口密度為每平方千米198.57人。